# João Gonçalves Zarco da Câmara
João Maria Evangelista Gonçalves Zarco da Câmara (Alcântara (Lisboa), 27 de Dezembro de 1852 - Alcântara (Lisboa), 2 de Janeiro de 1908), mais conhecido como D. João da Câmara, foi um dramaturgo português. Foi o primeiro português a ser nomeado para o Prémio Nobel da Literatura, em 1901.

## Biografia
Era filho dos 1.ºs marqueses da Ribeira Grande, D. Francisco de Sales Gonçalves Zarco da Câmara (1819-1872) e de sua mulher D. Ana da Piedade Brígida Senhorinha Francisca Máxima Gonzaga de Bragança Mello e Ligne Sousa Tavares Mascarenhas da Silva (1822-1856). Tornou-se um importante dramaturgo no final do século XIX.
Estudou em Lisboa (Colégio de Campolide) e em Lovaina, na Bélgica, regressando a Portugal com a morte do pai, em 1872. De seguida, estudou na Escola Politécnica e no Instituto Industrial. Casou-se a 12 de Fevereiro de 1874 na Igreja de São Pedro de Alcântara, em Lisboa, com D. Eugénia de Mello Breyner (1852-1944).
Desenvolveu a sua carreira profissional nas obras públicas: construção do ramal de Cáceres e das linhas de Sintra e Cascais e chefiou a Administração Central de Caminhos de Ferro. Posteriormente dedicou-se à escrita, que o tornaria conhecido.
Faleceu aos 55 anos na casa número 64 da Rua da Junqueira, na freguesia de Alcântara (Lisboa), deixando sete filhos dos quais três ainda menores. Foi sepultado no Cemitério do Alto de São João.

## Actividade dramática
Começou a escrever pequenas peças de um acto ainda no colégio (O Diabo, Nobreza e Bernarda no Olimpo) e outras mais tarde.
Seria, contudo, o drama histórico D. Afonso VI que lhe traria o êxito, estreado a 13 de Março de 1890 no Teatro Nacional D. Maria II, com dos melhores actores portugueses do tempo. A peça insere-se na corrente que fez renascer, embora em novos moldes, o drama histórico. De D. Afonso VI tem sido notada a "notável fluência dialogal" (REBELLO), apesar do verso dodecassílabo, e a humanidade e o desenho psicológico das personagens, bem como o equilíbrio entre a erudição histórica e capacidade artística. O drama descreve a luta pelo trono em volta do monarca D. Afonso VI.
Alcácer Quibir, outro drama histórico, decorre nas vésperas da batalha que decidiu o destino de Portugal.
A obra-prima de D. João da Câmara é sem dúvida a comédia Os Velhos, estreada a 11 de Março de 1893, no mesmo teatro. Não foi bem recebida pelo público e pela crítica de então e só mais tarde teve o reconhecimento merecido. Trata-se um texto de recorte realista, cuja acção decorre no Alto Alentejo, quando se aproximam as obras do caminho-de-ferro. Os Velhos "põem em cena uma animada galeria de criaturas reais, captadas na diversidade dos seus temperamentos, obsessões e afectos" (REBELLO).
Com o texto seguinte, em quatro actos, O Pântano, estreado a 10 de Novembro de 1894, já adopta outra corrente literária: o simbolismo, por influência de Maeterlinck.
Escreve mais duas comédias, A Toutinegra Real e O Ganha-Perde, seguindo-se A Triste Viuvinha (1897), também de ambiente alentejano.
Com Meia-Noite (1900) funde as vertentes realista e simbolista.
No ano seguinte estreia um folhetim populista, A Rosa Enjeitada, oportunidade para uma grande criação da actriz Adelina Abranches. Mais tarde (1929) seria adaptada a opereta por Silva Tavares e Vasco de Macedo.
D. João da Câmara escreveria ainda outras obras de menor valor e ainda várias operetas em colaboração com Gervásio Lobato e Ciríaco Cardoso.
Também colaborou em diversas publicações periódicas, nomeadamente nas revistas O Occidente  (1878-1915) (como diretor literário),  Jornal do domingo (1881-1888), A imprensa (1885-1891),  A semana de Lisboa  (1893-1895), A Leitura (1894-1896), Branco e Negro (1896-1898),  A Arte Musical  (1898-1915), Serões  (1901-1911), Revista do Conservatório Real de Lisboa (1902) e no semanário humorístico O Casmurro (1905-1907).
De D. João da Câmara afirmou, em 1903, Raúl Brandão que era um dos maiores dramaturgos portugueses.

## Obras Publicadas
- Teatro
  - Nobreza (1873)
  - D. Brízida (1888)
  - D. Afonso VI (1890)
  - Alcácer Quibir (1891)
  - O Burro do Senhor Alcaide (1891)
  - Os Velhos (1893)
  - Pântano (1894)
  - A Toutinegra Real (1895)
  - O Ganha-Perde (1895)
  - O Beijo do Infante (1898)
  - Meia-Noite (1900)
  - Rosa Enjeitada (1901)
  - Os Dois Barcos (1902)
  - O Poeta e a Saudade (1903)
  - Casamento e Mortalha (1904)
- Prosa
  - El-Rei (1894)
  - Novas do outro mundo - Carta de João Deus aos estudantes (1896)
  - Contos (1900) (eBook)
  - O Conde de Castelo Melhor (1903)
  - Contos do Natal (1909)
- Poesia
  - A Cidade (1908)

## Descendência
Foi pai de Tomás da Câmara, de José Paulo da Câmara e avô de João da Câmara (locutor da Emissora Nacional) e bisavô do fadista Vicente da Câmara.